# Discography: The Complete Singles Collection
| Críticas profissionais | Críticas profissionais |
| Avaliações da crítica  | Avaliações da crítica  |
| Fonte                  | Avaliação              |
| ---------------------- | ---------------------- |
| AllMusic               | [ 1 ]                  |
| Robert Christgau       | A                      |

Discography: The Complete Singles Collection é a primeira coletânea musical da dupla inglesa Pet Shop Boys, lançada a 4 de novembro de 1991.
É uma coletânea com canções da dupla nos anos 80 e do começo dos anos 90. O disco atingiu o nº 111 da Billboard 200.

## Faixas
| N.º | Título                                                          | Duração |  |
| 1.  | "West End Girls"                                                | 3:59    |  |
| 2.  | "Love Comes Quickly"                                            | 4:17    |  |
| 3.  | "Opportunities (Let's Make Lots of Money)"                      | 3:36    |  |
| 4.  | "Suburbia"                                                      | 4:03    |  |
| 5.  | "It's a Sin"                                                    | 4:59    |  |
| 6.  | "What Have I Done to Deserve This?"                             | 4:19    |  |
| 7.  | "Rent"                                                          | 3:32    |  |
| 8.  | "Always on My Mind"                                             | 3:53    |  |
| 9.  | "Heart"                                                         | 4:16    |  |
| 10. | "Domino Dancing"                                                | 4:17    |  |
| 11. | "Left to My Own Devices"                                        | 4:46    |  |
| 12. | "It's Alright"                                                  | 4:19    |  |
| 13. | "So Hard"                                                       | 3:58    |  |
| 14. | "Being Boring"                                                  | 4:50    |  |
| 15. | "Where the Streets Have No Name (I Can't Take My Eyes Off You)" | 4:30    |  |
| 16. | "Jealousy"                                                      | 4:15    |  |
| 17. | "DJ Culture"                                                    | 4:13    |  |
| 18. | "Was It Worth It?"                                              | 4:22    |  |